# Chione (figlia di Dedalione)
Chione (in greco antico: Χιόνη?) o Filonide è un personaggio della mitologia greca, figlia di Dedalione.

## Mitologia
Era molto nota per la sua bellezza, per la quale fu amata sia da Apollo, sia da Ermes. Dal primo dei due nacque Filammone, che divenne famoso per la creazione di alcune forme musicali; dal secondo nacque Autolico, celebre per la sua capacità di rubare senza essere sorpreso nonché per essere stato il nonno di Ulisse.
Chione si vantò di essere più bella della dea Artemide, che la uccise con una freccia per punirla. Per il dolore, suo padre si gettò da una rupe ed Apollo lo mutò in falco prima che si schiantasse.